# Jacques de Menasce
Jacques de Menasce (Bad Ischl, 19 augustus 1905 - Gstaad, 30 januari 1960) was een Oostenrijks-Amerikaanse pianist en componist.
De Menasce stamde uit een gegoede Joodse familie in de Oostenrijks-Hongaarse dubbelmonarchie. De familie De Menasce stamde uit Egypte, waar een tak als bankier werkzaam was, maar had ook banden met de Habsburgse kroon. De Oostenrijkse keizer verhief de oudste telg in de adelstand: baron. Jacques was een neef van de Egyptische bankier.
Jacques de Menasce groeide op in een milieu waar de kunst een belangrijke rol speelde. Naast muziek en literatuur, werden ook de beeldende kunsten gekoesterd. Als zesjarige werd hij door de schilder Oskar Kokoschka geportretteerd. Hij kreeg vanaf zijn zevende jaar pianoles en werd al spoedig naar Wenen gestuurd om zijn talent verder te ontwikkelen. Hij bezocht er het gymnasium en het conservatorium en kreeg daar les van onder meer Emil von Sauer, Paul Pisk en Joseph Marx.
Tijdens zijn studietijd maakte hij kennis met Alban Berg, die hem stimuleerde zich verder als componist te ontwikkelen. Op Bergs aandringen schreef hij zijn eerste pianoconcert. Later onderhield hij ook contacten met Béla Bartók. Compositorisch onderging hij wel invloeden van beiden, zonder dat die in zijn werk direct tot uiting komen. De Menasce bleef trouw aan zijn eigen stijl: gracieus, melodisch, maar zonder hang naar het verleden. Zijn stijl sluit meer aan bij die van de Franse componisten van zijn tijd, zoals Milhaud en Poulenc dan bij zijn Oostenrijkse tijdgenoten.
De Menasce trad ook op als pianist, vaak ook met eigen werk.
In 1938 kreeg hij de opdracht van het Rotterdams Philharmonisch Orkest voor het schrijven van een tweede pianoconcert. Dit zou in 1939 worden voltooid en in de herfst van dat jaar zijn première beleven. Door de Nederlandse mobilisatie, het uitbreken van de Tweede Wereldoorlog en het bombardement op Rotterdam kwam daar niets van. 
De Menasce verliet Oostenrijk na de Anschluss bij nazi-Duitsland en vestigde zich aanvankelijk in Nederland, later in Zwitserland en uiteindelijk in de Verenigde Staten (New York). In 1941 werd hij Amerikaans staatsburger.
In Amerika bleef hij componeren. Zo ontstond een sonate voor altviool en piano voor de altvioliste Lillian Fuchs, die door haar samen met de componist op plaat werd vastgelegd. 
De Menasce maakte meer plaatopnamen, waaronder een van zijn tweede pianoconcert.
Na de oorlog keerde hij alleen nog voor concerten en voor reizen naar Europa terug. Op een van die reizen overleed hij.
De Menasce schreef behalve zijn twee pianoconcerten een ballet, liederen, (Joods-)religieuze muziek en kamermuziek.
- Bibliothèque nationale de France: cb148386129 (data)
- Gemeinsame Normdatei: 129978493
- International Standard Name Identifier: 0000 0000 5196 4185
- Library of Congress Control Number: no92005941
- MusicBrainz: 4557926f-924e-46fc-a508-8af2b94d95d1
- Nationale Bibliotheek van Israël: 987007287610905171
- Nederlandse Thesaurus van Auteursnamen: 096169311
- SNAC: w63779qz
- Système universitaire de documentation: 24280585X
- Virtual International Authority File: 74038309
- WorldCat: E39PBJgRWr8Gv3jmQyfktx9xDq